# Crickhowell Castle
Crickhowell Castle (kymriska: Castell Crucywel) är en medeltida borgruin i Wales. Den ligger i kommunen Powys, 7 km söder om Brynmawr. Borgen kallas också Alisby Castle efter en tidigare ägare.